# Youssef bin Alawi bin Abdullah

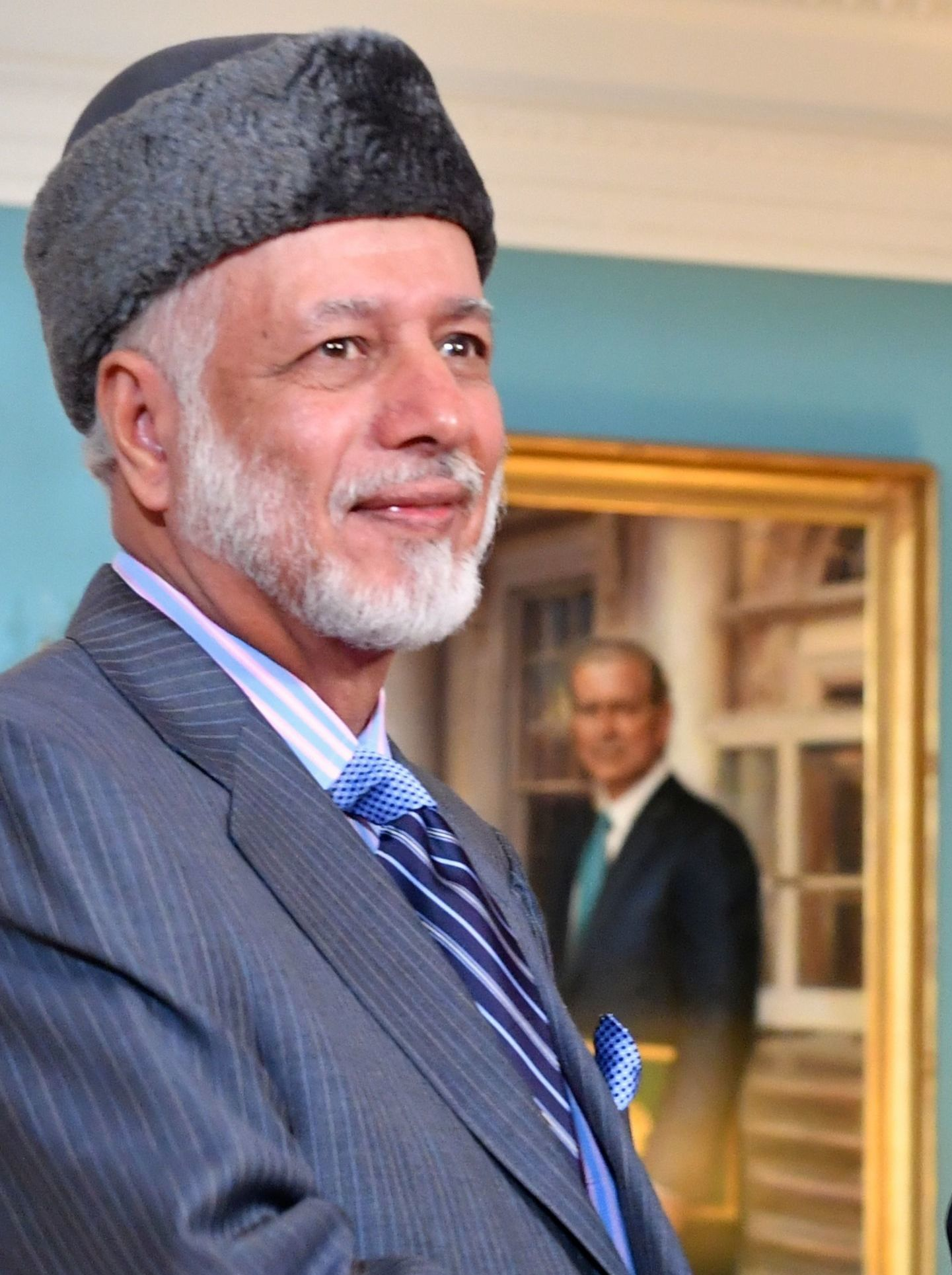
Youssef bin Alawi bin Abdullah

Youssef bin Alawi bin Abdullah (arabisch يوسف بن علوي بن عبد الله, DMG Yūsuf b. ʿAlawī b. ʿAbd Allāh; * 1945 in Salala in der omanischen Südprovinz Dhofar) ist ein omanischer Politiker. Obwohl er die Rolle eines omanischen Außenministers fachlich ausübt, wird der Geschäftsbereich des Außenministeriums formal von Sultan Haitham ibn Tariq geführt.
Youssef bin Alawi wurde 1945 in Salala geboren. Er studierte in Kuwait und arbeitet anschließend für verschiedene kuwaitische Firmen und Regierungsbehörden. Im August 1970, einen Monat nach der Machtübernahme, wurde er – wie viele andere, die in der Zeit der Stagnation unter dem früheren Herrscher Sultan Said im Ausland studiert und gearbeitet hatten – vom neuen Herrscher Sultan Qabus kontaktiert und zur Rückkehr nach Oman bewegt. 1971 war er Mitglied in einer omanischen vertrauensbildenden diplomatischen Rundreise in die arabischen Hauptstädte. Danach wurde er in die omanische Botschaft nach Beirut entsandt, wo er im Juli 1973 Botschafter wurde. 1974 wurde er dann Staatssekretär im Außenministerium und übernahm dessen fachliche Leitung im Jahre 1982. Im Dezember 1997 wurde er schließlich in den Rang eines Ministers für Auswärtige Angelegenheiten befördert.

## Auszeichnungen
- 2001: Großes Goldenes Ehrenzeichen am Bande für Verdienste um die Republik Österreich[2]
- 2016: St.-Georgs-Orden